# 陳之驥
陳之驥（？—？），字叔良，江蘇上元县人，清朝政治人物，進士出身。
道光六年（1826年）丙戌科進士；道光九年（1829年），任靖遠縣知縣，編撰《靖遠縣誌》。